# Moving Puppet
 (août 2020).
Si vous disposez d'ouvrages ou d'articles de référence ou si vous connaissez des sites web de qualité traitant du thème abordé ici, merci de compléter l'article en donnant les références utiles à sa vérifiabilité et en les liant à la section « Notes et références ».
Créée en 2006, Moving Puppet est une société de production d’animation française spécialisée dans la création de programmes jeunesse hybrides mixant animation 2D/3D, marionnette live, stop motion, live action... Alliant créativité et savoir-faire technique, le studio Moving Puppet a pour ambition d’innover dans la création de nouvelles images et la mise en place de nouveaux processus de production (maîtrise des coûts et des délais).
Dans la continuité des séries d'animation Yétili, Gribouille, Gorg & Lala ou Chris & Mas, Moving Puppet développe des programmes pour les enfants (et les parents) en s’appuyant sur son cœur de métier et sur son savoir-faire unique en France. Ces programmes d'animation hybrides offrent une alternative à la création originale française pour la jeunesse, avec des contenus et des images inédites.

## Télévision
- 2019 - Mask Singer : fabrication des costumes par l’atelier de Moving Puppet, design des costumes par Jérôme Clauss (diffusé sur TF1, produit par Hervé Hubert)
- 2017 - Les Minikeums : fabrication des marionnettes par l'atelier de Moving Puppet, design des marionnettes par Jérôme Clauss (diffusé sur France 4, produit par Adventure Line Productions)
- 2016 - Yétili - saison 1 : 26 × 7,30 min (diffusé sur France 4 et France 5, en coproduction avec Darjeeling)
- 2015 - Gribouille - saison 1 : 52 × 5 min (diffusé sur Canal+ family et Piwi+, en coproduction avec Planet Nemo Animation)
- 2012 - Chris & Mas - saison 2 : 24 × 3 min (diffusé sur Canalsat, Canal J, La Chaîne du Père Noël)
- 2012 - Gorg & Lala, la série - saison 4 : 24 × 7 min (diffusé sur Canal+ Family et Canal+)
- 2009 - Gorg & Lala, les pastilles - 40 × 10 min (diffusé sur Canal+ Family)
- 2011 - Chris & Mas - saison 1 : 24 × 2,30 min (diffusé sur Canalsat, Canal J, La Chaîne du Père Noël)
- 2011 - Gorg & Lala, la série - saison 3 : 30 × 7 min (diffusé sur Canal+ Family et Canal+)
- 2010 - Gorg & Lala, la série - saison 2 : 30 × 7 min (diffusé sur Canal+ Family et Canal+)
- 2009 - Gorg & Lala, la série - saison 1 : 20 × 7 min (diffusé sur Canal+ Family et Canal+)

## Vidéo
- 2009 - Bob et Spit, Création et fabrication des personnages
- 2006 - Let the Music, Video clip (Réalisation : Stéphane Berla)

## Publicité
- 2016 - Butagaz, Bob
- 2016 - Citroën, Spacetourer
- 2015 - Apreva
- 2015 - Babybio
- 2015 - Danone, Danio
- 2015 - Nestlé, Fitness
- 2015 - Picot
- 2014 - Apreva
- 2014 - Butagaz, Bob
- 2014 - Danone, Danio
- 2014 - Pink Lady (Réalisation : Stephane Berla - Producteur : Chez Eddy - Agence : DDB°)
- 2013 - Francine, Mr White
- 2013 - Butagaz, Bob
- 2012 - INPES (Chlamydia)
- 2012 - Boulanger, Le gros Zoom
- 2011 - Panzani, Bolo Balls, (Création des personnages : Moving Puppet - Réalisation : Stéphane Berla - Production : Joséphine Prod - Agence : Indiana)
- 2011 - T-man (Fabrication du personnages : Moving Puppet - Réalisation : Joe Vanhoutteghem - Production : CZAR - Agence : EURO RSCG Belgium)
- 2011 - Ligue contre le cancer
- 2008 - Daddy sucre, la Brebis et le Loup, Spot (Réalisation : Valérie Pirson - Production : Partizan Paris - Agence : BETC)
- 2008 - Daddy sucre, la Souris et le Chat, Spot (Réalisation : Valérie Pirson - Production : Partizan Paris - Agence : BETC)

## Autres prestations (puppets)
- 2016 - Parc Disneyland